# Adelheidstraße 12 (Quedlinburg)

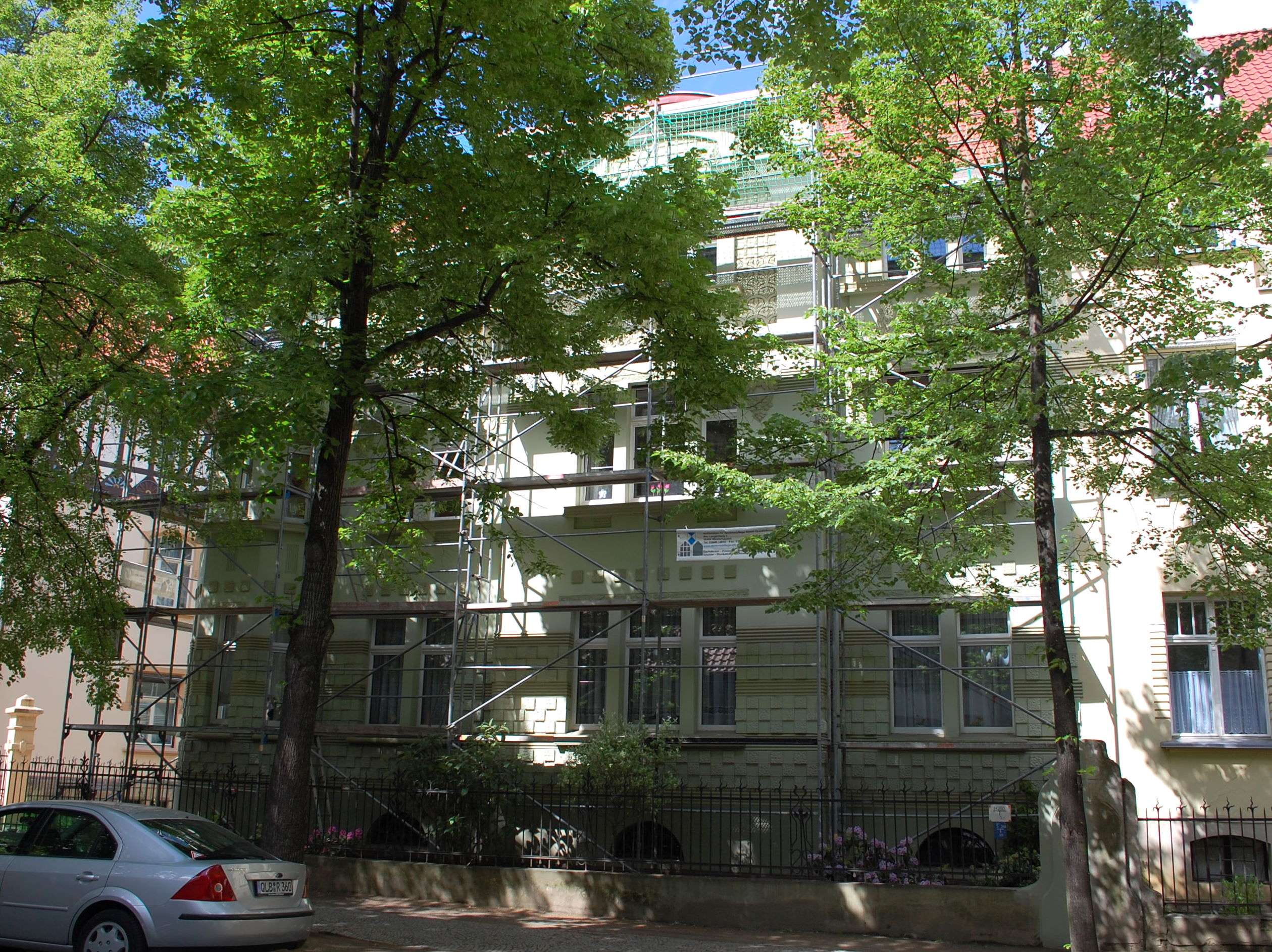
Adelheidstraße 12

Das Haus Adelheidstraße 12 ist eine denkmalgeschützte Villa in der Stadt Quedlinburg in Sachsen-Anhalt.

## Architektur und Geschichte
Die Villa entstand im Jahr 1905 an einem Straßenabschnitt, in welchem die Adelheidstraße einen kleinen Knick vollzieht. Architekt war der Quedlinburger Max Schneck. Markant ist ein halbrunder Treppenturm, der noch über Bleiverglasungen verfügt, die chinesisch anmutend im Stil der Chinoiserie gestaltet ist. Zur Straßenseite besteht ein Risalit sowie an der Südecke ein Eckerker. Die Fassadengestaltung erfolgte in Formen des Jugendstils mit floralem, grafischem und teilweise teppichartigen Dekorationen.
Die Einfriedung des Vorgartens nimmt die Gestaltung des Hauses auf. Unmittelbar nördlich grenzt das gleichfalls denkmalgeschützte Haus Adelheidstraße 12a an.